# Аржановская
Аржановская (Арженовская) — станица в Алексеевском районе Волгоградской области России. Административный центр Аржановского сельского поселения.

## Физико-географическая характеристика
Станица Аржановская расположена в южной части Алексеевского района, в холмистой местности, на равнине между р. Хопёр и холмами. Площадь станицы составляет 8,4 гектара. Въезд в станицу начинается с опасного спуска, с холма, угол спуска с которого составляет 12 %. 

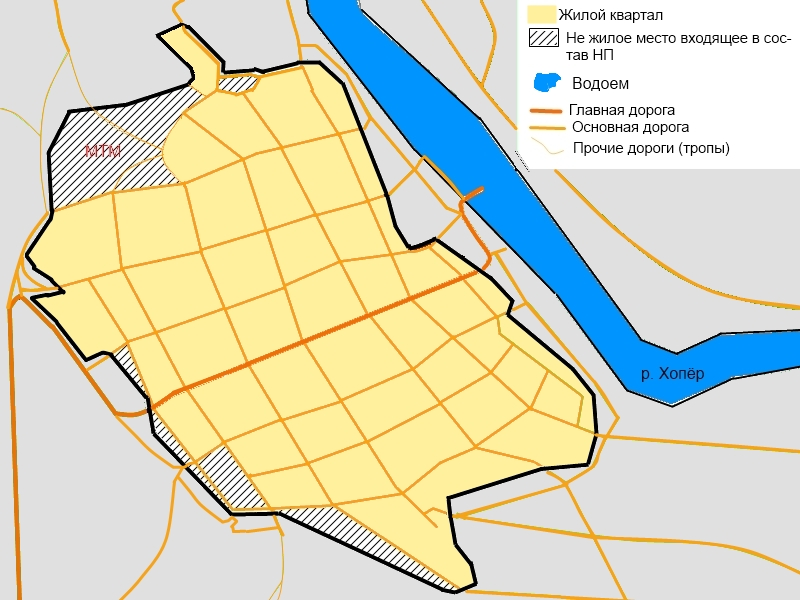
План станицы Аржановской

Правобережье Хопра, лесные массивы создают хорошие условия для отдыха, охоты, рыбалки, сбора грибов.

## Климат
Климат умеренно континентальный. Среднее количество осадков — 347 мм в год. Средние температуры: февраль −10,7 °C, июль +23,5 °C. Возможны резкие перепады температур. С конца апреля по октябрь климат сходен с климатом Средней Азии, Ближнего Востока.
Зима умеренно холодная, с частыми оттепелями и похолоданиями. Самый холодный месяц года — февраль. Лето жаркое, долгое, возможны температуры воздуха до 40 градусов. (Температурный максимум XXI века — 44,3°С).
| Показатель                    | Янв.  | Фев.  | Март  | Апр.  | Май  | Июнь | Июль | Авг. | Сен. | Окт. | Нояб. | Дек.  | Год   |
| ----------------------------- | ----- | ----- | ----- | ----- | ---- | ---- | ---- | ---- | ---- | ---- | ----- | ----- | ----- |
| Абсолютный максимум, °C       | 12,0  | 14,0  | 21,4  | 29,3  | 37,7 | 40,9 | 44,3 | 41,1 | 38,8 | 31,5 | 18,9  | 11,5  | 44,3  |
| Средний суточный максимум, °C | −3,5  | −3,3  | 3,3   | 14,5  | 21,4 | 26,4 | 29,3 | 28,1 | 21,3 | 12,7 | 3,4   | −2    | 12,6  |
| Средняя температура, °C       | −6,3  | −6,7  | −0,5  | 9,2   | 15,9 | 20,9 | 23,5 | 22,3 | 15,6 | 8,0  | 0,3   | −4,8  | 8,1   |
| Средний суточный минимум, °C  | −9,2  | −9,9  | −4    | 4,1   | 10,1 | 15,0 | 17,5 | 16,2 | 10,3 | 3,9  | −2,5  | −7,6  | 3,7   |
| Абсолютный минимум, °C        | −32,6 | −32,1 | −27,8 | −10,1 | −2,6 | 0,0  | 7,0  | 2,8  | −3   | −12  | −23,9 | −30,5 | −32,9 |
| Норма осадков, мм             | 28    | 23    | 20    | 24    | 41   | 39   | 36   | 28   | 25   | 25   | 26    | 32    | 347   |

## История
Изначально станица называлась городок на Хопре Арженов. Первое известное упоминание о нём встречается в 1670 году. Сперва Арженов находился на правой стороне Хопра, в урочище Луке, среди леса, на возвышенности. Летописец А. Л. Крылов сообщал в 1884 году, что городище Старого городка имело 200 саженей в длину и 80 в ширину и окружалось с востока и юга Хопром, с запада Нелькиным заливом, а с севера водотоком от канавы между рекой и упомянутом заливом. По преданию в городке укрывались «летом и зимою от татар и разбойников». Весной же казаки использовали убежище, которое именовалось Станками и находилось в версте от поселения, за озером, с мостом через него, на горе, в лесу; въезд на гору в 1880 годах называли «старым прогоном». Согласно преданию, «в крайне опасных случаях» арженовцы уходили в «крепость». А. Л. Крылов писал, что её городище лежит на склоне горы; рвы и валы его хорошо видны; теперь эта крепость находится в юрту Зотовской станицы.
В восьми верстах к западу от последнего местоположения Арженовской станицы был заметен продолговатый курган Два Дерева. «Говорят, — отмечал А. Л. Крылов, — что когда-то росли на кургане два огромных дуба, и будто бы здесь собирались разбойники. Курган был сторожевым местом, с него было видно во все стороны на 50 вёрст. Можно было увидеть курганы станиц Слащёвской, Алексеевской и даже гору в станице Усть-Медведицкой».
По преданию, около 1707 года городок перешёл на новое место, также на правом берегу Хопра, в трёх верстах к северо-востоку от прежнего поселения. В Арженове имелось около 50 куреней, и это был тогда самый малый городок на Хопре. В Памятной Книжке Войска донского за 1866 год городок именуется станицей Арженовской, а не Аржановской. В Памятной Книжке за 1900 год сообщается, что в станице насчитывается 10 хуторов: Сенин, Красный, Любимов, Бирючный, Сатаров, Слущёвский, Рябовский, Олений, Ребриков, Бармин. Станичным Атаманом был урядник Соломатин А. О. В станице имелось одноклассное приходское училище. Попечителем в нём был священник Григорий Иванович Евдокимов, а учителем Филипп Григорьевич Ларин.
В Памятной Книжке за 1914 год указывается, что на 01. 01. 1913 года население станицы составляет 7494 души и что мужских душ на 200 больше. Земли в юрте станицы было 38288 десятин. Хуторов увеличилось по сравнению с 1900 года на 21 и составило 31 единицу. Станичным атаманом стал Алексей Петрович Макаров. Врача и фельдшера в станице не было. С 20 по 23 июня в станице проводилась Ильинская Ярмарка. Торговали скотом и различными товарами. В это время в станице уже было 2-классное приходское училище во главе с попечителем П. М. Груднёвым, священником Иваном Михайловичем Матвеевым, заведующим училищем А. Н. Мезенцевым, учителями А. Ф. Рябовым, Ф. М. Бущаным, преподавателем И. К. Старовым. Одноклассные приходские училища имелись и в хуторах: Барминове, Ольховском, Рябовском, Ребриковском.
Исследователь Г. В. Губарев предполагал, что название станицы связано с родом, основавшим городок. По Л. М. Щетинину, вполне возможно, что наименование Аржановской восходит к фамильному прозвищу её основателя или «именитого первожителя» Оржанова. Однако, не сбрасывается со счетов и то, что в донском диалекте «аржаной» значит ржаной. Городок всегда славился посевами ржи и своими особенными ржаными караваями.

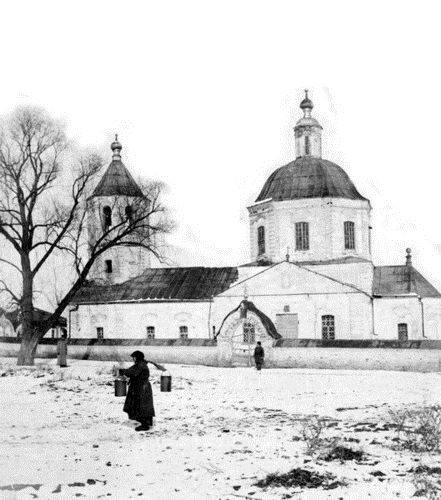
Николаевская церковь станицы Аржановской 1906 год

В 1778 году в станице Аржановской была построена каменная церковь во имя Святого Николая Мирликийского Чудотворца. В Святки от Рождества до Крещения казаки посещали её особенно часто.
Церкви в казачьих городках, а позже в станицах и хуторах строились на средства прихожан. Чем богаче была станица, тем больше и наряднее ставили храм. Миряне строили храмы по Вере, доброй волей, вкладывая в Богоугодное дело последние, зачастую, копейки.

## Население
На март месяц 2011 года, население станицы составляет 823 человека.

## Экономика станицы
Объектами социальной сферы и жизнеобеспечения, расположенными на территории станицы Аржановской являются: МБОУ Аржановская СОШ, Аржановский фельдшерско-акушерский пункт, МДОУ Аржановский детский сад «Берёзка», отделение почтовой связи, отделение Сбербанка России, Аржановский СДК, сельская библиотека, тренажёрный зал, 7 магазинов, водопровод, ОАО «Аржановское», предприятие ООО «РОС-Гранит», ООО «Гранит», ООО «Водснаб», 15 крестьянско-фермерских хозяйств.
Населённый пункт газифицирован, асфальтированная дорога.

## Планировка станицы
В станице — 14 улиц (без названий), 47 кварталов. Протяжённость улиц составляет 9,5 километра.

## Легенды и предания
После поражения татар, один из их предводителей — Зуй, со своим отрядом спрятался в овраге. Удобное это было место для грабителей и разбойников: сверху проходит Астраханский шлях, внизу — старое русло Хопра — Затон, по которому проплывали богатые суда. Отряд Зуя не давал покоя проезжающим и проплывающим.
Но однажды отряд попал в засаду. Зуй умер от ран, большая часть отряда ушла.
Прошло много времени. Братья Шараповы раскопали пещеру, нашли там золото, но сразу не унесли, а спрятали под дубом. Ночью один из них перепрятал деньги. Утром, не найдя золото под дубом, братья ушли. А через некоторое время один из них стал богатеть. Так с богатства разбойника Зуя пошёл род аржановских купцов Шараповых.
А пещера в Зуевом овраге есть до сих пор.